# Ali Achour
Ali Achour (* 1949 in Oujda) ist ein marokkanischer Diplomat.

## Leben
Achour besuchte eine Beamtenschule und ist Bachelor der politischen Wissenschaften in Rabat. Von 1971 bis 1973 wurde Achour im marokkanischen Außenministerium beschäftigt. Von 1973 bis 1978 war Achour an der marokkanischen Botschaft in Kopenhagen akkreditiert. Von 1978 bis 1979 war Achour Botschaftssekretär in Bern. Von 1979 bis 1982 war Achour Botschaftsrat im marokkanischen Außenministerium. Von 1982 bis 1986 war er Generalkonsul in Málaga. Von 1986 bis 1989 war Achour marokkanischer Generalkonsul in Madrid. Von 1989 bis 1993 leitete Achour im marokkanischen Außenministerium die Abteilung Amerika. Achour ist verheiratet und hat drei Kinder.
Im Januar 2006 ernannte Mohammed VI. Achour zu seinem Botschafter beim Heiligen Stuhl. Am 20. Februar 2006 legte Achour sein Akkreditierungsschreiben bei Benedikt XVI. vor. Nach dem Papstzitat von Regensburg berief Mohammed VI. Achour zur Beratung nach Rabat.